# Nils Johan Rud
Nils Johan Rud, né à Ringsaker le 24 juillet 1908 et mort à Asker le 7 juin 1993, est un journaliste, éditeur, romancier et nouvelliste norvégien, aussi connu pour être l'auteur d'ouvrages de littérature d'enfance et de jeunesse.

## Biographie
Avant de travailler comme journaliste, il exerce divers petits métiers : apprenti dans une usine de boissons gazeuses, tailleur dans un atelier, jardinier et vendeur. En 1931 et 1932, il est l'éditeur du journal Asker Blad, puis, jusqu'en 1970, celui du magazine Arbeidermagasinet dans lequel paraîtront plusieurs de ses nouvelles.
En 1928, il publie Gutter på skoggang, son premier ouvrage destiné à la jeunesse qui est suivi de plusieurs autres. En 1933, il s'essaie au roman avec Vi skal ha et barn, mais le succès et la notoriété lui vient avec Jeg er ingen proletar en 1935.
Il épouse Aase Gudlaug Hellum, dont il aura un fils, Espen Rud, qui deviendra un musicien et compositeur de jazz.
Il obtient le prix Dobloug en 1979 et le Prix du conseil norvégien de la culture en 1987.

## Œuvre

### Romans

#### Trilogie romanesque
- Fredens sønner, 1947
- Kvinner i advent, 1948
- Vi var jordens elskere, 1949

#### Autres romans
- Vi skal ha et barn, 1933
- Så stjeler vi et fattighus 1934
- Jeg er ingen proletar, 1935
- Alle tiders største, 1936
- Han tør ikke være alene, 1938
- Jakten og kvinnen, 1939
- Drivende grenser, 1941
- Piggtråden blomstrer, 1954
- Oppfordring til dans, 1957 Publié en français sous le titre Les Feux de l’été, traduit par Livja Flood, Paris, Éditions Stock, coll. « Les Liens du monde », 1962, 266 p. (BNF 33161215)
- Ettersøkte er atten år, 1958
- Min ungdom var en annens, 1963
- Eirene, 1966
- Brønnen, 1971
- Evjene, 1975
- Ekko i det gamle tun, 1982
- Spinnehjulet, 1986
- Det har ventet på deg, 1988
- En fremmed i speilet, 1993

### Ouvrages de littérature d'enfance et de jeunesse
- Gutter på skoggang, 1928
- Karsemne, 1931
- Skaugumtrollet, 1934
- Tusser og troll, 1934
- Stifinner, 1935
- Et riktig mannfolk, 1936

### Recueils de nouvelles et d'essais
- Fri jord, 1945
- Både vinter og vår, 1952
- I eventyrskog, 1955
- Det var en lørdag aften, 1959
- Ørretsommer og rypehøst, 1961
- Veier for fot, 1967
- Eros leker, 1969
- Noveller i utvalg, 1972
- Av et halvt hundre år, 1973
- Breen blomstrer, 1980
- Fra alder til alder, 1985
- Gammel manns høysang, 1990